# Cerovica (gmina Stanari)
Cerovica (cyr. Церовица) – wieś w Bośni i Hercegowinie, w Republice Serbskiej, w gminie Stanari. W 2013 roku liczyła 1030 mieszkańców.